# توماس هاردمایر
توماس هاردمایر (آلمانی: Thomas Hardmeier؛ زادهٔ ۱۶ فوریهٔ ۱۹۶۵) فیلم‌بردار اهل سوئیس است.
از فیلم‌هایی که وی در آن‌ها نقش داشته‌است، می‌توان به به‌هوای دزدیدن اسب‌ها اشاره نمود.